# Manettia tillettii
Manettia tillettii är en måreväxtart som beskrevs av Julian Alfred Steyermark. Manettia tillettii ingår i släktet Manettia och familjen måreväxter. Inga underarter finns listade i Catalogue of Life.